# This I Love
«This I Love» es una canción de la banda estadounidense de rock Guns N' Roses, es la pista número 13 del álbum Chinese Democracy lanzado en 2008. Es al igual que otras canciones de la banda, dedicada a Erin Everly, exnovia y exesposa de Axl Rose entre finales de la década de los 80s e inicios de la de los 90s.
El solo fue interpretado por Robin Finck en el estudio. La canción fue tocada por primera vez en Taiwán en 2009.

## Miembros
- Axl Rose: voz piano.
- Robin Finck: guitarra, solo de guitarra.
- Richard Fortus: guitarra.
- Tommy Stinson: bajo, segunda voz.
- Frank Ferrer: batería.
- Dizzy Reed: teclado, segunda voz.